# Corbel (Schriftart)
Corbel ist eine serifenlose Schriftart, die 2005 von Jeremy Tankard für Microsoft entworfen wurde. Neben Calibri, Cambria, Candara, Consolas und Constantia ist sie Teil der Reihe von neuen Schriftarten, die mit Microsoft Windows Vista eingeführt worden ist, sie ist darüber hinaus auch in Microsoft Office seit der Windows-Version 2007 beziehungsweise der Mac-OS-X-Version 2008 enthalten.
Corbel wurde entworfen, um ein sauberes und ordentliches Erscheinungsbild auf dem Bildschirm zu bieten. Sie enthält Mediävalziffern, was für serifenlose Schriften eher untypisch ist.